# Lissonota albicoxis
Lissonota albicoxis är en stekelart som beskrevs av Joseph Kriechbaumer 1888. Lissonota albicoxis ingår i släktet Lissonota och familjen brokparasitsteklar. Inga underarter finns listade i Catalogue of Life.